# Printus

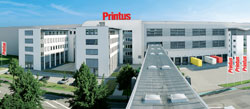
Printus Logistikzentrum in Offenburg

Die Printus GmbH (handelsrechtlich: Hans R. Schmid Holding AG) ist ein Versandhandel für Bürobedarf, Werbeartikel und Unterhaltungselektronik.

## Unternehmen
Das Unternehmen vertreibt über 100.000 Artikel, hauptsächlich an kleine und mittelständische Unternehmen. Die Printus-Gruppe hat ihren Sitz im badischen Offenburg und erzielt mit 1.800 Mitarbeitern einen Umsatz von über 700 Mio. Euro. Geführt wird das Unternehmen von den Geschäftsführern Hans R. Schmid, Dr. Peter Kirchberg und Michael Kelsch.

## Geschichte
Printus wurde 1977 als Vertriebsunternehmen für Kopierfolien in Hamburg gegründet. 1982 übernahm der jetzige Firmeninhaber und Vorstand Hans Robert Schmid das Unternehmen und verlegte den Sitz nach Offenburg.
2005 erfolgte mit einer Investition von 65 Mio. Euro der Bau eines Logistikzentrums am Stammsitz in Offenburg, welches 2005 in Betrieb genommen wurde.
Hans Robert Schmid erhielt 2014 das Bundesverdienstkreuz für seine Leistungen als Förderer von Kultur, Wissenschaft und Sport.
Im Juli 2015 übernahm Printus alle Gesellschaftsanteile an der zur Otto-Group gehörenden Otto Office.